# 張貫
張貫（1449年—？），字一之，直隸保定府蠡縣人，匠籍，明朝政治人物。進士出身。

## 生平
早年出身縣學增廣生，順天府鄉試第四十三名。成化十一年（1475年）乙未科會試第二百十八名，殿試登進士第三甲第一百三十三名。

## 家族
曾祖父張士能。祖父張清。父亲張友。